# Sanskryt

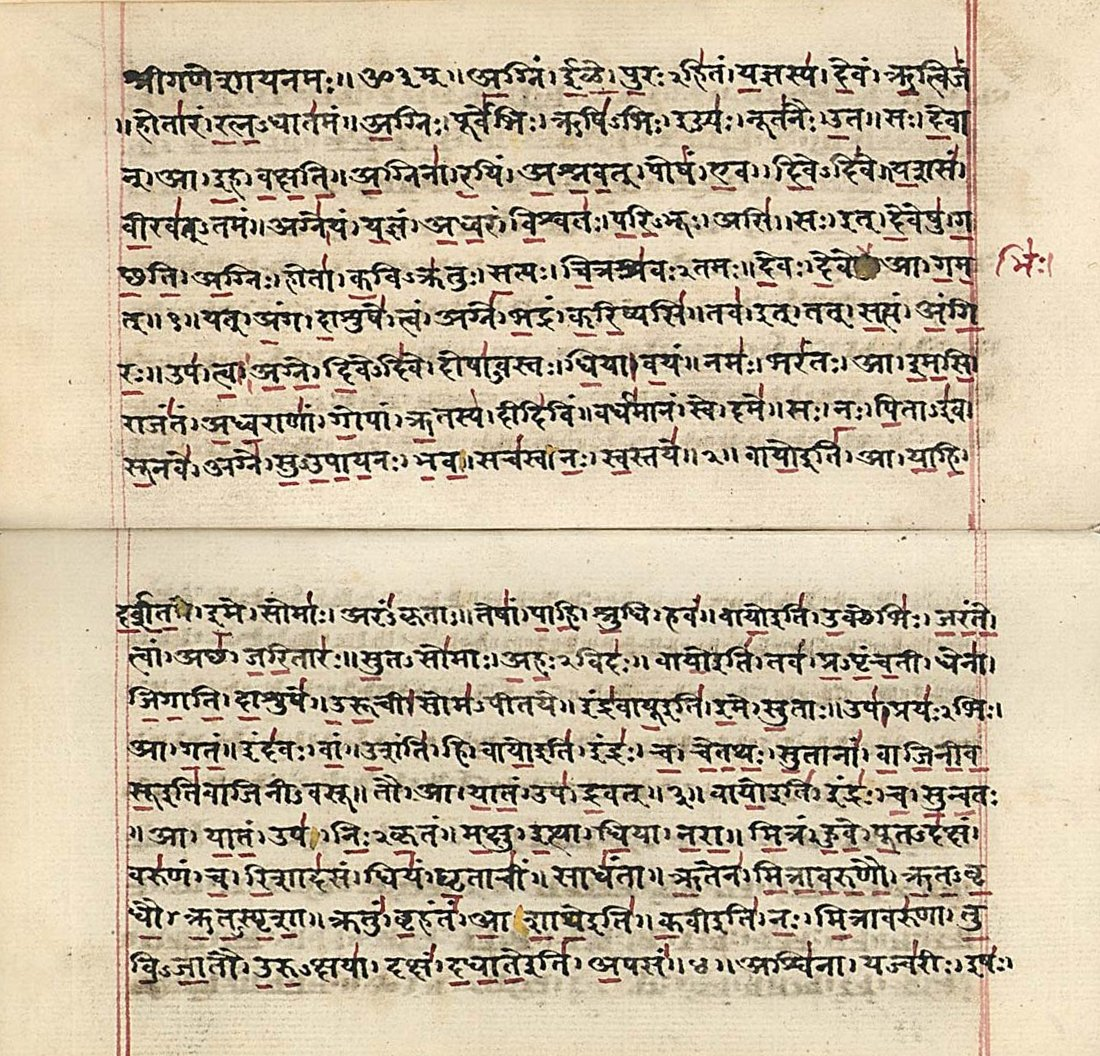
Fragment Rygwedy w sanskrycie

Sanskryt (dewanagari: संस्कृतम् saṃskṛtam; sa.msk.rtā bhā.sā, od sa.m+k.r: zestawiać, składać; bhā.sā: język; język uporządkowany, w przeciwieństwie do języków naturalnych prakrytów, tzn. ludowych o nieuporządkowanej gramatyce) – język literacki starożytnych, średniowiecznych i wczesnonowożytnych Indii. Należy do indoaryjskiej gałęzi indoirańskiej grupy rodziny języków indoeuropejskich. Pomimo powszechnego w Europie przekonania, że jest językiem martwym, jak łacina, zasadniczo nim nie jest, gdyż nie tylko jest jeszcze stale używany w ceremoniach religijnych hinduizmu, ale także istnieją niewielkie grupy osób deklarujące go jako ich jedyny język ojczysty (według spisów ludności z 1999 roku – ok. 3000 osób na 900 mln ludności Indii). Czynione są też próby rewitalizacji tego języka poprzez tworzenie sanskryckich neologizmów na określenie współczesnych terminów, np. technicznych (np. telewizja, sanskr. duuradarshana). Jest też uznawany od 1949 roku za jeden z konstytucyjnych języków Republiki Indii (obecnie 23 – 2008 r.). Dlatego właściwsze jest określenie go jako język wegetujący niż jako martwy.

## Historia języka
Sanskryt jest językiem grupy satemowej – ś, podobnie jak w języku polskim s odpowiada w nim zachodnioeuropejskim spółgłoskom tylnojęzykowym. Jeśli grupa satem jest grupą genetyczną, oznacza to, że polski jest bliżej spokrewniony z sanskrytem niż np. z niemieckim czy francuskim.
Przykładowe słowa:
| polski                           | sanskryt             | angielski | łacina     |
| -------------------------------- | -------------------- | --------- | ---------- |
| sto                              | śata                 | hundred   | centum     |
| matka (st.pol. macierz bądź mać) | maat.r               | mother    | mater      |
| brat                             | bhrat.r              | brother   | frater     |
| być/jest                         | bhuu/bhavati as/asti | be/is     | fuisse/est |
| dwa                              | dva                  | two       | duo        |
| trzy                             | tri                  | three     | tres       |

Istnieją co najmniej trzy odmiany sanskrytu:
- sanskryt wedyjski – używany ok. XV–VII w. przed Chr., m.in. w Wedach, kiedy to był używany jako jedyny język;
- sanskryt klasyczny – z okresu kiedy był używany głównie przez warstwy wykształcone, czyli warny bramińską i rycerską (kszatrija), często jako drugi język; w wersji skodyfikowanej (uporządkowanej) przez Paniniego (IV w. p.n.e.) jest to właściwy język kultury indyjskiej, łacina Indii, używany aż do czasów nowożytnych; to w tym okresie pojawiła się dopiero nazwa sanskryt;
- sanskryt poklasyczny mieszany (ang. Hybrid Sanskrit), w którym występują elementy (lub wpływy) starożytnych języków ludowych, mówionych języków Indii, prakrytów i palijskiego; odmiana ta występuje głównie w tekstach buddyzmu i dźinizmu (istnieje też odmiana tzw. epigraficzna, np. z napisów naskalnych cesarza Asioki, III–II w. przed Chr. Gdy religie te wdały się w debaty z hinduizmem (III–XI w.), sanskryt ich tekstów zatracił cechy hybrydalne i również stał się sanskrytem klasycznym, choć zachowującym specyficzną terminologię techniczną.

Różnice pomiędzy tymi odmianami są widoczne głównie w słownictwie, a w gramatyce nie są na tyle duże, by osoba władająca sprawnie jedną z nich nie była w stanie bez problemów czytać tekstów w obu pozostałych.

## Gramatyka

### Fonetyka
Sanskryt posiada charakterystyczną fonetykę, w znaczącym stopniu różną od polskiej. Wszystkie samogłoski występują w wersji krótkiej (np. a) i długiej (np. ā). Istnieją samogłoskowe sonanty .r i .l, oraz długie .rr .
Spółgłoski zwarte – zarówno bezdźwięczne, jak i dźwięczne – posiadają wersję nieprzydechową i przydechową. Jest to element archaiczny, utrzymany pod wpływem substratu wcześniejszych na subkontynencie indyjskim języków drawidyjskich. W sanskrycie istnieje też szereg spółgłosek cerebralnych – wymawianych podobnie jak zębowe, ale z językiem podniesionym ku szczytowi podniebienia – dźwięki obce praindoeuropejskiemu, ale charakterystyczne dla innych języków subkontynentu indyjskiego: drawidyjskich i mundajskich.
Sanskryt, podobnie jak język polski, odróżnia ś od sz (bardziej cerebralnego, niż polskie).
Dźwięki według kolejności alfabetu dewanagari.
| samogłoski    | samogłoski | samogłoski | samogłoski | samogłoski | samogłoski | polskie odpowiedniki |
| ------------- | ---------- | ---------- | ---------- | ---------- | ---------- | -------------------- |
| a             | aa         | i          | ii         | u          | uu         | (0)                  |
| .r            | .rr        | .l         | (.ll)      |            |            | (1)                  |
| dwugłoski     |            |            |            |            |            |                      |
| e             | ai         | o          | au         |            |            | (2)                  |
| półspółgłoski |            |            |            |            |            |                      |
| .m            | .h         |            |            |            |            | (3)                  |

| spółgłoski    | spółgłoski   | spółgłoski               | spółgłoski | spółgłoski            | spółgłoski | spółgłoski           |
| szereg        | bezdźwięczna | bezdźwięczna przydechowa | dźwięczna  | dźwięczna przydechowa | nosowa     | polskie odpowiedniki |
| ------------- | ------------ | ------------------------ | ---------- | --------------------- | ---------- | -------------------- |
| tylnojęzykowe | k            | kh                       | g          | gh                    | n          | (4)                  |
| palatalne     | c            | ch                       | j          | jh                    | ~n         | (5)                  |
| cerebralne    | .t           | .th                      | .d         | .dh                   | .n         |                      |
| zębowe        | t            | th                       | d          | dh                    | n          |                      |
| wargowe       | p            | ph                       | b          | bh                    | m          |                      |
|               |              |                          |            |                       |            |                      |
| półsamogłoski | y            | r                        | l          | v                     |            | (6)                  |
| syczące       | ś            | .s                       | s          | h                     | _l         | (7)                  |

Polskie odpowiedniki:
(0) a krótkie, a długie, i krótkie, i długie, u krótkie, u długie

(1) ry samogłoskowe krótkie, rry długie, ly samogłoskowe krótkie, (nieużywane lly samogłoskowe długie)

(2) e długie, aj, o długie, au

(3) unosowienie (jak ogonek przy ą = o.m, ę = e.m itd.), ch z pogłosem (np. a.h = acha, i.h = ichi)

(4) k, kch, g, gh, ng (i analogicznie 4 następne szeregi)

(5) ć lub cz, ćch lub czch, dź lub dż, dźh lub dżh, ń

(6) j, r, l, w (polskie lub angielskie)

(7) ś, sz (cerebralne), s, h dźwięczne, ł sceniczne.
Cechą charakterystyczną fonetyki sanskrytu jest zjawisko sandhi, tj. zmian fonetycznych na granicy słów, powodujących regularnie zjawiska takie, jak: zlewanie się w jedną dwugłoskę lub samogłoskę długą samogłoski końcowej z początkową następnego słowa, upodabnianie stykających się ze sobą spółgłosek lub elizja. Półsylabiczny alfabet sanskrytu, pismo dewaanaagarii, jest pismem ściśle fonetycznym, więc zapisuje te wszystkie zmiany.

#### Transkrypcja
Istnieje wiele systemów transkrypcji sanskrytu z użyciem alfabetu łacińskiego – jedne z użyciem specjalnych znaków diakrytycznych, inne bez nich. Najpowszechniej stosowana jest w świecie (także w Indiach) transkrypcja przyjęta przez Międzynarodowy Zjazd Orientalistów w Genewie w roku 1899, stosująca kreskę nad literą na oznaczenie samogłoski długiej, kropkę pod literą na oznaczenie spółgłoski cerebralnej (lub sonantu samogłoskowego) oraz kropkę nad literami tylnojęzykowymi m i n. Zastosowana w niniejszym artykule transkrypcja, stosowana jest na stronach internetowych czasopisma Philosophy East and West. Zapisuje ona samogłoski długie jako podwójne, a kropkę pod literą stawia przed nią. Istnieją też inne systemy transkrypcji specjalnie dostosowane do potrzeb Internetu: system Veldhuisa, system ITAR-ITRANS, nie używające wcale kropek, tylko różne kombinacje małych i wielkich liter alfabetu łacińskiego.
W Polsce od 1957 roku toczy się spór pomiędzy indologami (indianistami), jak zapisywać słowa sanskryckie w tekstach polskich – czy z użyciem międzynarodowej transkrypcji orientalistycznej (zwanej u nas naukową), czy z użyciem tradycyjnej transkrypcji spolszczonej (pomijającej długość samogłosek i kropki pod literami cerebralnymi). Pomiędzy zwolennikami zapisu spolszczonego trwa spór na temat zapisu samogłoskowego sonantu .r jak ri (tzw. szkoła krakowsko-wrocławska i szkoła poznańska) czy jak ry (pozostałe szkoły), oraz na temat spółgłosek palatalnych – czy je zapisywać jak cz i dż (szkoła krakowsko-wrocławska i stara szkoła warszawska), czy raczej jak ć i dź (nowa szkoła warszawska, szkoła lubelska i szkoła poznańska, przy czym nowa szkoła warszawska i szkoła poznańska zapisują spółgłoski ć, dź, ń i ś nieortograficznie, także przed samogłoskami, zaś szkoła lubelska – zgodnie z regułami ortografii polskiej – zamienia je na ci, dzi, si i ni przed samogłoskami).

### Fleksja i składnia
Sanskryt jest językiem fleksyjnym, posiadającym osiem przypadków (odmiana rzeczowników i przymiotników w trzech rodzajach według jednego z dziewięciu typów odmiany), trzy liczby (pojedynczą, podwójną i mnogą), bardzo liczne formy czasownikowe (dziesięć klas odmiany czasownika w czterech czasach pochodnych od czasu teraźniejszego; dwa czasy przeszłe, dwa aorysty i trzy czasy przyszłe, pięć form imiesłowowych bądź nieodmiennych). Jako taki miał dość dowolny szyk wyrazów, przeważał jednak SOV (podmiot, dopełnienie, orzeczenie).
Pomimo bogactwa form fleksyjnych odmiany rzeczownika, w sanskrycie klasycznym przeważały formacje niefleksyjne: często bardzo długie złożenia nominalne, gdzie sztuką jest właściwa analiza relacji między częściami składowymi. Najpowszechniejszym typem zdania jest zdanie nominalne.
Występowanie długich złożeń nominalnych oraz zjawisko sandhi powoduje, że zdanie sanskryckie jest często zapisywane nawet jednym ciągiem liter, wyglądającym jak jeden wyraz.

Np. cikiir.sitasya granthasya nirvighnaparisamaaptyartha.m śi.s.taacaaraanumitaśrutibodhitakartavyataakami.s.tadevataanamaskaaralak.sa.na.m ma"ngala.m śi.syaśik.saartha.m nibaghna.mścikiir.sita.m granthaadau pratijaaniite nidhaayeti,
po likwidacji sandhi rozkłada się na części składowe (elementy złożenia oznaczono myślnikiem) jako:

(1)cikiir.sitasya (2)granthasya (3)nirvighna-(4)parisamaapti (5)artham (6)śi.s.ta-(7)aacaara-(8)anumita-(9)śruti-(10)bodhita-(11)kartavyataakam (12)i.s.ta-(13)devataa-(14)namas-(15)kaara-(16)lak.sa.nam (17)ma"ngalam (18)śi.sya-(19)śik.sa-(20)artham (21)nibaghnam (22)cikiir.sitam (23)grantha-(24)aadau (25)pratijaaniite (26)nidhaaya (27)iti,
a tłumaczy się:

(5)Celem (3)niezakłóconego (4)wykończenia (1)zamierzonej (2)księgi (11)należy postępować zgodnie z (8)domniemanym [nakazem] (9)Objawienia (10)wydedukowanym (7)z postępowania (6)mędrców, [a mianowicie] (22)rozpoczynając od (17)inwokacji, (16)naznaczonej (15)złożeniem (14)pokłonu przed (12)wybranym (13)Bóstwem, (21)streszczającej (20)zamierzone (19)pouczenia dla (18)uczniów, (27)dlatego [autor] (24)na początku (23)księgi (25)stwierdza: (26)Włożywszy (27)itd.

## Znaczenie sanskrytu
Wszystkie żywe i wymarłe indoeuropejskie języki subkontynentu indyjskiego i okolic (Indie, Pakistan, Nepal, Bangladesz, Sri Lanka, Malediwy) oraz części Azji Centralnej (dawna Gandhara, Baktria i Sogdiana, dzisiejszy Afganistan, Tadżykistan, Uzbekistan i Kirgistan) albo wywodzą się z sanskrytu, albo wykazują silne jego wpływy. Silne wpływy sanskrytu są także widoczne w językach drawidyjskich i mundajskich, w języku tybetańskim oraz w językach Azji Południowo-Wschodniej, należących do innych rodzin językowych, zwłaszcza w Indonezji – język jawajski zwany kawi, ale także w Birmie, Tajlandii, Kambodży i w nieistniejącym od XVII w. królestwie Czampy (dzisiejszy środkowy Wietnam). W sanskrycie nadal powstają dzieła literackie i naukowe, zwłaszcza z dziedziny klasycznej filozofii indyjskiej, religii hinduskiej i tradycyjnych dziedzin wiedzy, jak ajurweda, czyli indyjska medycyna, dharmaśastra, czyli nauka o prawości oraz astrologia.